# Einjähriger Knäuel
Der Einjährige Knäuel (Scleranthus annuus), auch Einjahrs-Knäuelkraut genannt, ist eine Pflanzenart aus der Gattung der Knäuelkräuter (Scleranthus) innerhalb der Nelkengewächse (Caryophyllaceae).

## Beschreibung

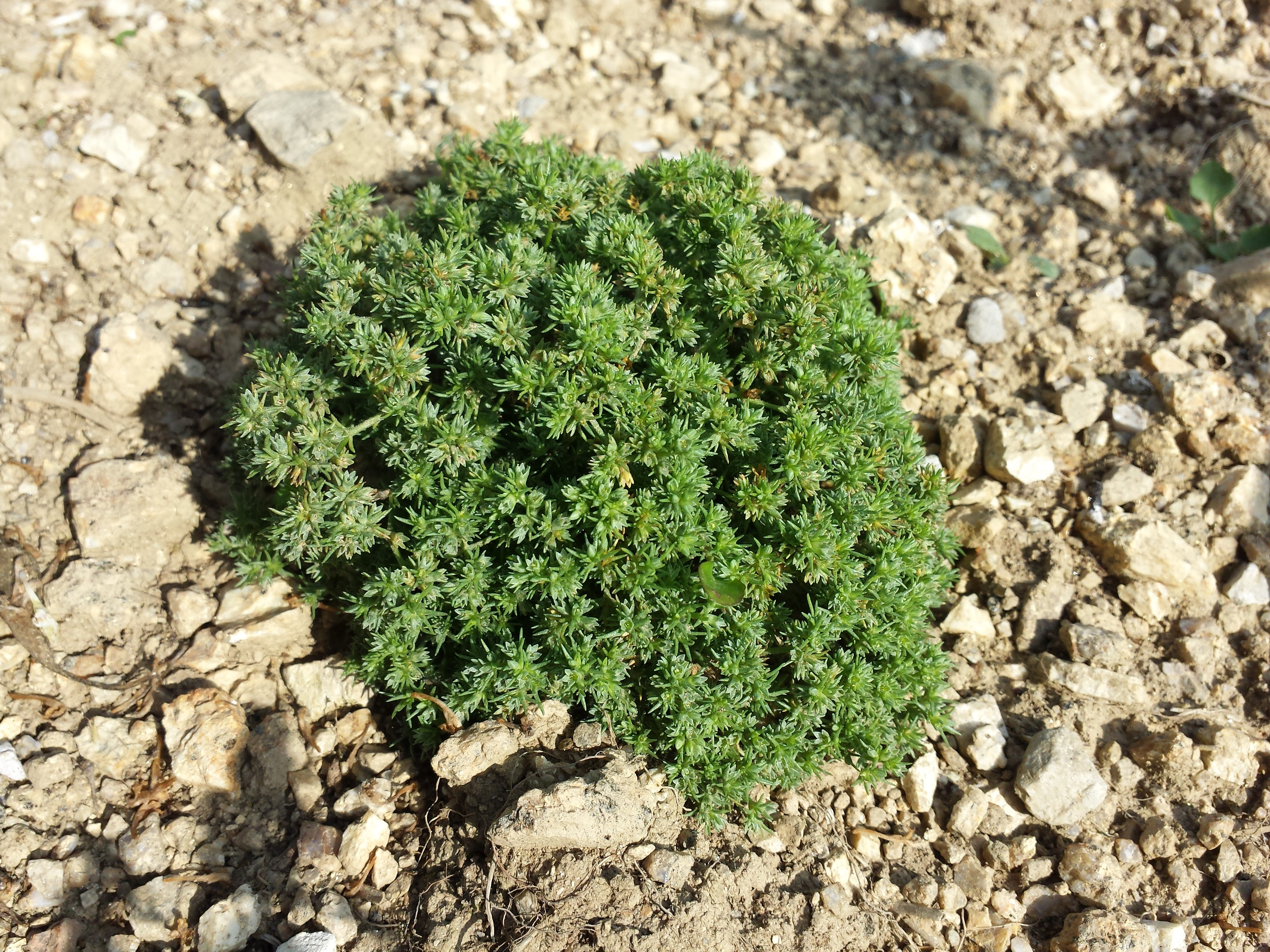
Habitus von Scleranthus annuus s. str.

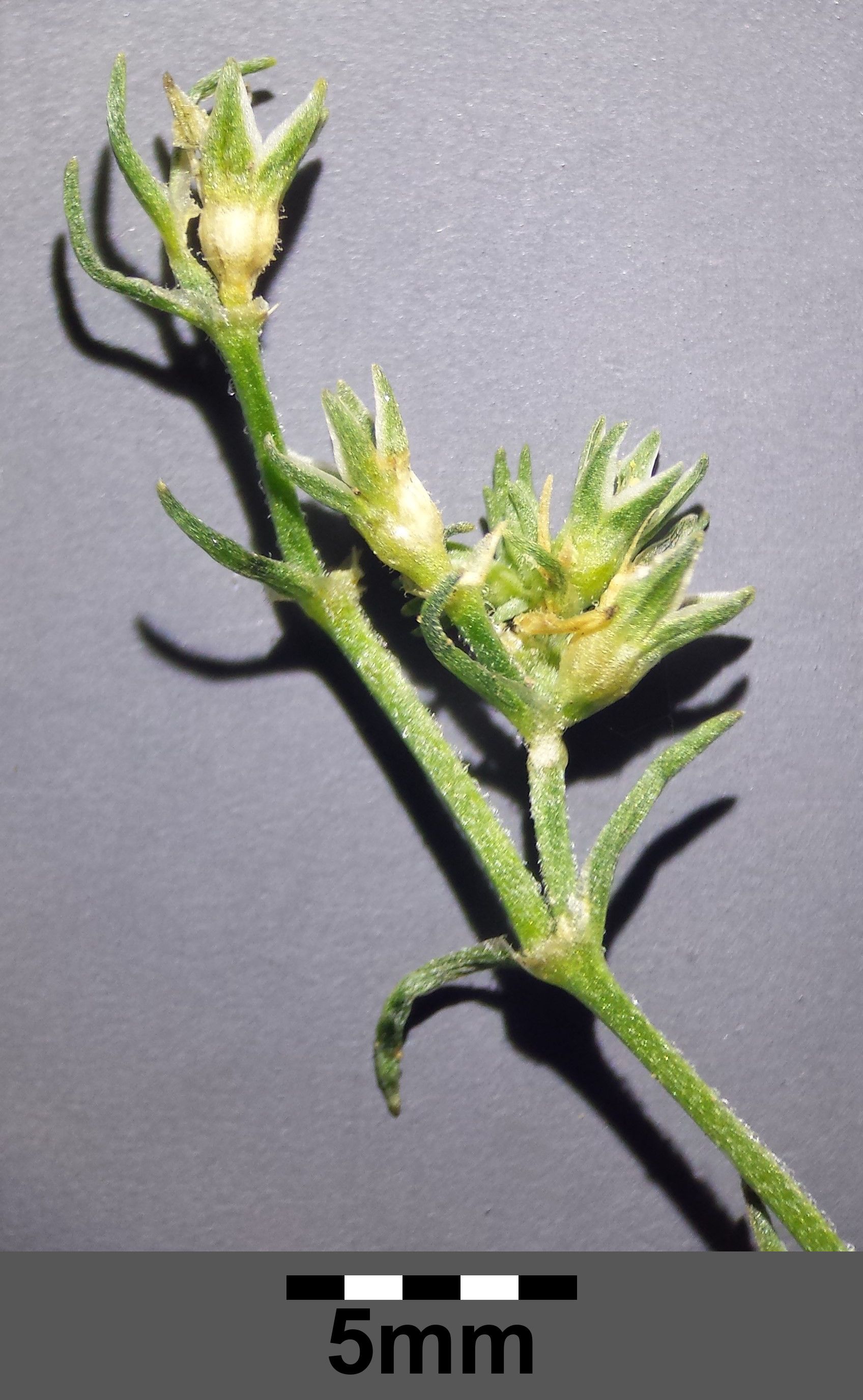
Blüten- bzw. Fruchtstand

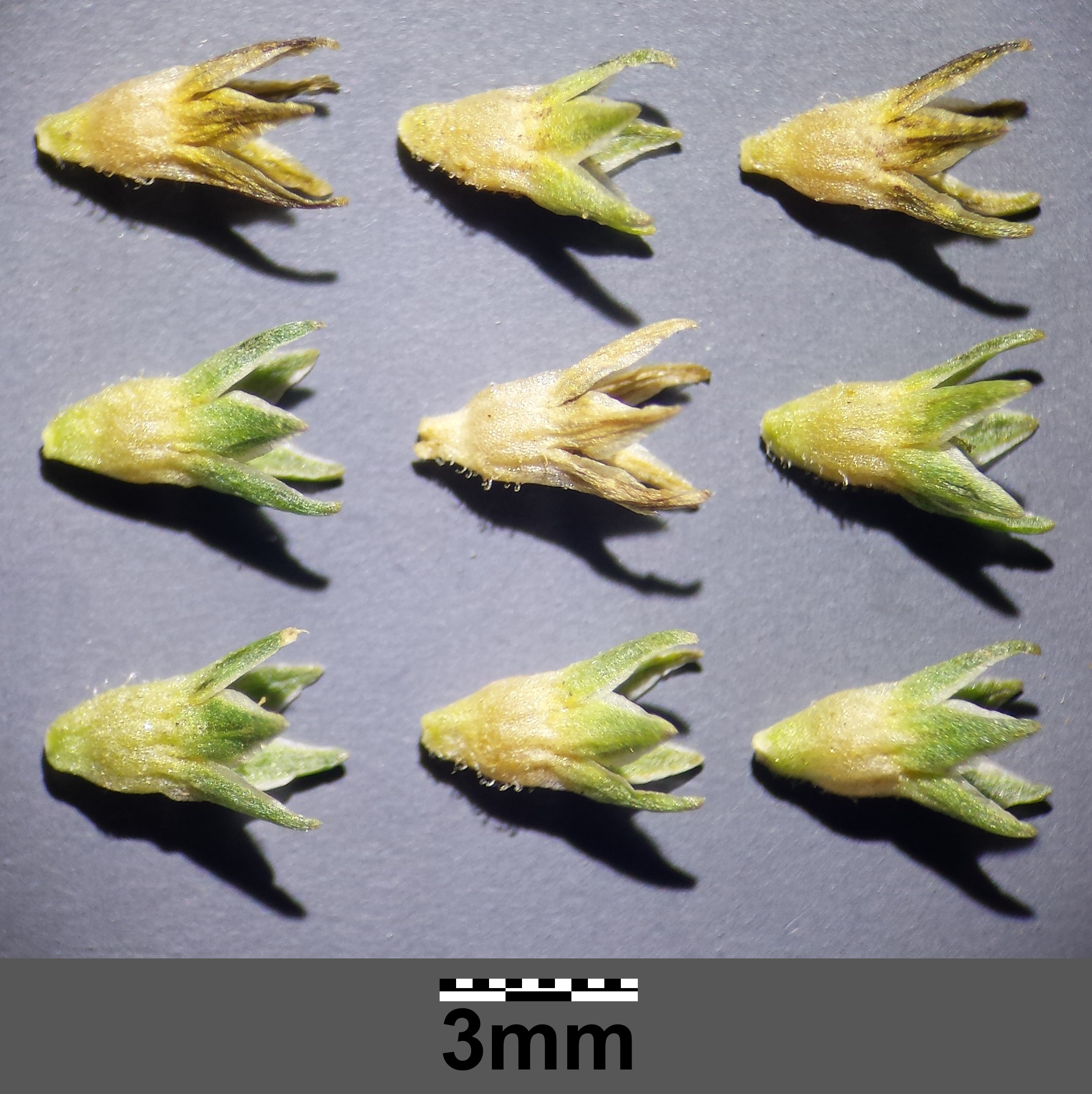
Scheinfrüchte – Die Spitzen der Kelchblätter stehen deutlich ab

### Vegetative Merkmale
Der Einjährige Knäuel wächst meist ein- selten auch zweijährige krautige Pflanze und erreicht Wuchshöhen von 2 bis 10 Zentimetern. Die oberirdischen Pflanzenteile sind gras-grün oder gelblich. Je Pflanzenexemplar sind ein bis viele Stängel vorhanden. Die aufrecht aufsteigenden oder niederliegenden Stängel sind stielrund.
Die gegenständig am Stängel angeordneten Laubblätter sind bei einer Länge von 6 bis 8 Millimetern schmal-linealisch bis pfriemlich und die Laubblattpaare sind an ihrer Basis kurzhäutig-scheidig verbunden.

### Generative Merkmale
Die Blütezeit reicht von Mai bis Oktober. Die Hochblätter sind meist länger als die Blüten. Die Blüten sitzen in end- und blattwinkelständigen Knäueln.
Die zwittrige Blüte ist fünfzählig. Die fünf freien Kelchblätter haben eine Länge von 1,5 bis 2,5 Millimetern, sind spitz, grünlich und besitzen einen höchstens 0,2 Millimeter breiten weißlichen Hautrand. Die Kelchblätter sind drei- bis viermal so lang wie die Staubblätter. Kronblätter fehlen. Es sind nur zwei bis fünf fertile Staubblätter vorhanden (die übrigen sind zum Teil verkümmert).
Die Kelchblattspitzen sind zur Fruchtreife deutlich abstehend bzw. spreizend. Die meist kahle Scheinfrucht hat eine Länge von 3,5 bis 4,5 Millimetern und ist am Grunde spitzkegelig geformt.
Die Chromosomenzahl beträgt 2n = 22 oder 44.

## Ökologie

### Belege fehlen
Der Einjährige Knäuel ist sommer- oder winterannuell oder zweijährig. Er ist xeromorph d. h. an Trockenheit angepasst.
Trotz Absonderung von Nektar werden die Blüten nur selten von Insekten besucht, und es erfolgt überwiegend Selbstbestäubung.
Bei den Früchten handelt es sich im Gegensatz zu den meisten Nelkengewächsen um Nüsse. Die von einem knorpelig verhärteten Kelch eingeschlossenen Nüsse sind auch die Ausbreitungseinheiten. Die spreizend gezähnten Kelchblätter dienen dabei der Klett- und Windausbreitung; auch Darmausbreitung z. B. durch Rotwild und Menschenausbreitung durch Ackergeräte kommen vor. Die Samen sind langlebig. Fruchtreife beginnt ab Juni.

## Vorkommen
Der Einjährige Knäuel kommt von Europa, auf den Kanaren und Nordwestafrika und bis ins gemäßigte Asien verbreitet. Im nordöstlichen und südlichen Afrika, in Australien, Neuseeland, in Nord- und Südamerika ist er ein Neophyt.
In Österreich kommt der Einjährige Knäuel in collinen bis obermontanen Höhenstufen zerstreut vor, in der Schweiz ist er allgemein verbreitet. Der Einjährige Knäuel ist in Deutschland verbreitet und in den Silikatgebieten häufig zu finden.
Der Einjährige Knäuel wächst in Ackerunkrautfluren, seltener auch an Wegen oder Schuttplätzen. Der Einjährige Knäuel gedeiht meist auf mäßig trockenen bis frischen, mehr oder weniger nährstoffreichen, kalkarmen, mäßig sauren Sandböden oder sandigen Lehmböden. Der Einjährige Knäuel ist ein bis zu 20 Zentimeter tief wurzelnder Versauerungszeiger.

## Systematik und Verbreitung
Die Erstveröffentlichung von Scleranthus annuus erfolgte 1753 durch Carl von Linné in Species Plantarum, Tomus I, Seite 406. Synonyme für Scleranthus annuus L. sind: Scleranthus comosus Dumort., Scleranthus divaricatus Dumort., Scleranthus venustus Strobl.
Scleranthus annuus ist formenreich und je nach Autor gibt es mehrere (Klein-)Arten in einer Arten-Gruppe Scleranthus annuus agg. oder Unterarten:
- Scleranthus annuus subsp. aetnensis (Strobl) Pignatti (Syn.: Scleranthus aetnensis Strobl): Dieser Endemit kommt nur am Ätna auf Sizilien vor.
- Scleranthus annuus L. subsp. annuus (Syn.: Scleranthus annuus L. s. str.): Sie kommt in Europa, Nordafrika und Vorderasien vor.[4] Sie ist in Mitteleuropa eine Charakterart des Galeopsio-Aphanetum aus dem Verband Aperion, kommt aber auch in Pflanzengesellschaften des Unterverbands Digitario-Setarienion vor.[2] Die ökologischen Zeigerwerte nach Landolt et al. 2010 sind in der Schweiz für diese Unterart: Feuchtezahl F = 2+ (frisch), Lichtzahl L = 4 (hell), Reaktionszahl R = 2 (sauer), Temperaturzahl T = 3+ (unter-montan und ober-kollin), Nährstoffzahl N = 3 (mäßig nährstoffarm bis mäßig nährstoffreich), Kontinentalitätszahl K = 4 (subkontinental), Salztoleranz = 1 (tolerant).[5]
- Scleranthus annuus subsp. collinus Smejkal:  Sie kommt in Spanien, auf den Balearen und in Kroatien vor.[4]
- Triften-Knäuel (Scleranthus annuus subsp. polycarpos (L.) Thell., Syn.: Scleranthus polycarpos L.): Sie kommt in Europa, Nordafrika und Vorderasien vor.[4] Er gedeiht in Pflanzengesellschaften der Verbände Thero-Airion und Sedo-Scleranthion.[2]  Er steigt in Graubünden bei Guarda nahe Scuol bis über 2000 Meter Meereshöhe auf.[1] Die ökologischen Zeigerwerte nach Landolt et al. 2010 sind in der Schweiz für diese Unterart: Feuchtezahl F = 2 (mäßig trocken), Lichtzahl L = 4 (hell), Reaktionszahl R = 2 (sauer), Temperaturzahl T = 3 (montan), Nährstoffzahl N = 3 (mäßig nährstoffarm bis mäßig nährstoffreich), Kontinentalitätszahl K = 4 (subkontinental).[5]
- Scleranthus annuus subsp. ruscinonensis (Gillot & H.J.Coste) P.D.Sell[4] Sie kommt im westlichen Mittelmeergebiet vor. Sie wird auch als eigenständige Art angesehen: Scleranthus delortii Gren.[4]
- Scleranthus annuus subsp. uncinatus (Schur) Stoj. & Stef. (Syn.: Scleranthus uncinatus Schur): Sie kommt in Süd- und Südosteuropa sowie in Vorderasien vor.[4]
- Quirl-Knäuel (Scleranthus annuus subsp. verticillatus (Tausch) Arcang., Syn.: Scleranthus verticillatus Tausch): Er kommt in Mittel- und Südeuropa sowie in Vorderasien vor.[4] Er wächst in Pflanzengesellschaften der Verbände Alysso-Sedion oder Thero-Airion.[2] Er gedeiht auf kalkfreien und kalkhaltigen Böden.[1] Die ökologischen Zeigerwerte nach Landolt et al. 2010 sind in der Schweiz für diese Unterart: Feuchtezahl F = 1+ (trocken), Lichtzahl L = 4 (hell), Reaktionszahl R = 4 (neutral bis basisch), Temperaturzahl T = 5 (sehr warm-kollin), Nährstoffzahl N = 3 (mäßig nährstoffarm bis mäßig nährstoffreich), Kontinentalitätszahl K = 4 (subkontinental), Salztoleranz = 1 (tolerant).[5]